# A1 Team Singapur
Das A1 Team Singapur (engl. Stilisierung: A1Team.Singapore) war das singapurische Nationalteam in der A1GP-Serie.

## Geschichte
Der Gründer des A1 Team Singapur ist unbekannt; als Rennstall fungierte das britische Team West Surrey Racing, die Teamleitung übernahm Krishna Ramachandra.
Das Team trat der Serie in der zweiten Saison bei und gehörte zu den Hinterbänklern; als einziges Punkteresultat steht ein achter Platz im Hauptrennen in Peking durch Christian Murchison zu Buche. Ab dem Rennwochenende in Sepang wurde das Team von A1GP-Verantwortlichen geleitet, um einem drohenden finanziellen Aus vorzubeugen. Am Rennwochenende in Sentul nahm es nicht teil, da Stammfahrer Murchison aufgrund einer Rückenverletzung verhindert war und ein Ersatzfahrer nicht gefunden werden konnte. Eine Verletzung an der Schulter, die sich Murchison im Hauptrennen in Durban zuzog, sorgte schließlich für die Nichtteilnahme an den letzten drei Rennwochenenden. Das Team beendete die Saison auf dem 20. Gesamtplatz mit drei Punkten.
In der dritten Saison trat es nicht mehr an.
Das A1 Team Singapur hat an sieben Rennwochenenden der A1GP-Serie teilgenommen.

## Fahrer
Das A1 Team Singapur setzte an den Rennwochenenden zwei verschiedene Fahrer ein, von denen beide an den Rennen selbst teilnahmen.

### Übersicht der Fahrer
| Fahrer               | RG | SR | HR | RS | 1. Pl.  | 2. Pl.  | 3. Pl.  | PP | SRR | Pkt. |
| -------------------- | -- | -- | -- | -- | ------- | ------- | ------- | -- | --- | ---- |
| Murchison, Christian | 12 | 6  | 6  | 4  | 0 (0/0) | 0 (0/0) | 0 (0/0) | 0  | 0   | 3    |
| Lian, Denis          | 2  | 1  | 1  | 2  | 0 (0/0) | 0 (0/0) | 0 (0/0) | 0  | 0   | 0    |

Legende: RG = Rennen gesamt; SR = Sprintrennen; HR = Hauptrennen; RS = Rookie-Sessions; PP = Pole-Position; SRR = schnellste Rennrunde

## Ergebnisse
| Saison | 1         | 1         | 2      | 2      | 3      | 3      | 4      | 4      | 5      | 5      | 6      | 6      | 7          | 7          | 8      | 8      | 9         | 9         | 10       | 10       | 11        | 11        | Rang | Punkte |
| ------ | --------- | --------- | ------ | ------ | ------ | ------ | ------ | ------ | ------ | ------ | ------ | ------ | ---------- | ---------- | ------ | ------ | --------- | --------- | -------- | -------- | --------- | --------- | ---- | ------ |
| 06/07  | Zandvoort | Zandvoort | Brno   | Brno   | Peking | Peking | Sepang | Sepang | Sentul | Sentul | Taupo  | Taupo  | Eastern C. | Eastern C. | Durban | Durban | Mexiko-S. | Mexiko-S. | Shanghai | Shanghai | Brands H. | Brands H. | 20.  | 3      |
| 06/07  | 21 MUR    | 16 MUR    | 18 LIA | 19 LIA | 16 MUR | 8 MUR  | 15 MUR | 11 MUR |        |        | 22 MUR | 15 MUR | 12 MUR     | 22 MUR     | 22 MUR | 23 MUR |           |           |          |          |           |           | 20.  | 3      |

| Legende  | Legende            | Legende                                                          |
| Farbe    | Abkürzung          | Bedeutung                                                        |
| -------- | ------------------ | ---------------------------------------------------------------- |
| Gold     | –                  | Sieg                                                             |
| Silber   | –                  | 2. Platz                                                         |
| Bronze   | –                  | 3. Platz                                                         |
| Grün     | –                  | Platzierung in den Punkten                                       |
| Blau     | –                  | Klassifiziert außerhalb der Punkteränge                          |
| Violett  | DNF                | Rennen nicht beendet (did not finish)                            |
| Violett  | NC                 | nicht klassifiziert (not classified)                             |
| Rot      | DNQ                | nicht qualifiziert (did not qualify)                             |
| Rot      | DNPQ               | in Vorqualifikation gescheitert (did not pre-qualify)            |
| Schwarz  | DSQ                | disqualifiziert (disqualified)                                   |
| Weiß     | DNS                | nicht am Start (did not start)                                   |
| Weiß     | WD                 | zurückgezogen (withdrawn)                                        |
| Hellblau | PO                 | nur am Training teilgenommen (practiced only)                    |
| Hellblau | TD                 | Freitags-Testfahrer (test driver)                                |
| ohne     | DNP                | nicht am Training teilgenommen (did not practice)                |
| ohne     | INJ                | verletzt oder krank (injured)                                    |
| ohne     | EX                 | ausgeschlossen (excluded)                                        |
| ohne     | DNA                | nicht erschienen (did not arrive)                                |
| ohne     | C                  | Rennen abgesagt (cancelled)                                      |
| ohne     | keine WM-Teilnahme |                                                                  |
| sonstige | P/fett             | Pole-Position                                                    |
| sonstige | 1/2/3/4/5/6/7/8    | Punktplatzierung im Sprint-/Qualifikationsrennen                 |
| sonstige | SR/kursiv          | Schnellste Rennrunde                                             |
| sonstige | *                  | nicht im Ziel, aufgrund der zurückgelegten Distanz aber gewertet |
| sonstige | ()                 | Streichresultate                                                 |
| sonstige | unterstrichen      | Führender in der Gesamtwertung                                   |